# Алексеев, Александр Алексеевич (артист)
Александр Алексеевич Алексеев (Киленин) (1822—1895) — русский актёр, артист Императорского Петербургского театра.

## Биография
Родился в 1822 году в Санкт-Петербурге в семье личного дворянина А. Киленина. 
В девятилетнем возрасте был определён пансионером во 2-ю Санкт-Петербургскую гимназию, в которой учился до шестого класса, пристрастившись к театру ещё с первого класса гимназии, то есть с первого посещения театра (Александринского). Примечательно, что в театр его привёл отец, который видел в сыне будущего коммерсанта и позже не одобрял его увлечения. 
Стал изучать драматическое искусство, сначала под руководством М. В. Самойловой, а затем — в императорской театральной школе, начальником которого в то время был Дмитрий Яковлевич Фёдоров. В течение года он занимался в старшем драматическом классе, у П. А. Каратыгина. Окончил школу 1 апреля 1839 года со званием артиста императорских театров и уже через неделю дебютировал в Александринском театре в водевиле «Хороша и дурна, и глупа, и умна» в роли Падчерицына. 
После окончания обучения он уехал из родительской квартиры и поселился вместе с Н. И. Куликовым, бывшим в то время режиссёром театра. Обедали они в находившемся против Александринского театра трактире «Феникс», где познакомился с вольнослушателем петербургского университета Николаем Некрасовым, с которым поддерживал дружеские отношения до своего отъезда из Петербурга в 1842 году, когда он покинул императорскую сцену и надолго отправился в провинцию, выступая, преимущественно, на юге России. Алексеев утверждал, что «первая пьеса Николая Алексеевича называлась „Шила в мешке не утаишь, девушку под замком не удержишь“. Написал он ее в несколько дней у нас на квартире».
Провинциальные выступления его, под фамилией Александров, начались в Харьковском театре, у Молотковского, с января 1843 года — в Киеве, у Каратеева; затем заключил договор с Зелинским, у которого выступал вместе с Н. Х. Рыбаковым. Рыбаков познакомил его со своей свояченицей, Варварой Герасимовной, на которой в начале ноября 1843 года в Николаеве он и женился. Затем он выступал в Одессе, Кишинёве, Ставрополе, откуда вернулся в Харьковский театр — на место скончавшегося в 1849 году Дранше; режиссёром в то время был там Николай Карлович Милославский. Семья с каждым годом увеличивалась и Алексеев давал частные уроки «бальных танцев в семейных домах, в пансионах и даже в университете».
В 1855 году вернулся на сцену Александринского театра и выступал здесь до самой отставки в начале восьмидесятых годов, занимая роли вторых и водевильных комиков. Одновременно, он продолжал играть на провинциальных сценах и держал там же антрепризу. Он выступал также и в Москве, отпраздновав 3 февраля 1889 года в театре Шелапутина свой пятидесятилетний юбилей, выступив в водевиле «В тихом омуте черти водятся». 
В последние годы А. А. Алексеев жил в Москве, преподавал уроки драматического искусства и режиссировал изредка любительскими спектаклями. Написал воспоминания, напечатанные в «Историческом вестнике» и изданные отдельно (Воспоминания актера А. А. Алексеева. — М. : Издание кн. маг. журн. «Артист» : Типолитогр. И. Н. Кушнерёва и Ко, 1894. — 254 с., фот.: рис.).
Умер в Москве 7 (19) декабря 1895 года. Был похоронен на Ваганьковском кладбище.